# Halmhatten och Filttofflan (film)
Halmhatten och Filttofflan, även Höhatten och Filttoffeln, (finska: Heinähattu ja Vilttitossu) är en finsk barnfilm från 2002. Filmen baseras på barnböckerna med samma namn av Sinikka och Tiina Nopola.
Filmen är baserad på ett nyskrivet manus för filmen, som trots det innehåller detaljer från de olika böckerna i serien. Manusets handling, som utvecklades i internationellt samarbete, utspelar sig i lantlig miljö.

## Handling
Halmhatten ska börja skolan om en vecka och har bråttom att göra ordning för sin familj inför detta. Det behöver bestämmas vem som ska sköta hennes sysslor där hemma. Vem ska leka med Filttofflan? Vem ska diska? Vem ska skala Filttofflans potatisar?
Mamma och pappa verkar vara omedvetna om den omvälvning som deras förstfödda dotters skolgång kommer att orsaka. Halmhatten försöker utan framgång förklara allvaret i saken. Den trotsiga Filttofflan bestämmer sig för att använda mer drastiska vapen och flyr från "torrbollarna" och flyttar in hos grannfamiljen Alikullen.

## Rollista
- Katriina Tavi – Halmhatten
- Tilda Kiianlehto – Filttofflan
- Minna Suuronen – Hanna Kattilakoski, mamma
- Antti Virmavirta – Matti Kattilakoski, pappa
- Merja Larivaara – Helga Alibullen
- Päivi Akonpelto – Halise Alibullen
- Heikki Sankari – konstapel Isonapa
- Robert Enckell – konstapel Rillirousku
- Heikki Ahonius – brevbärare
- Henriikka Salo – läkare
- Vita Edvards – indisk tjej

## Produktion
Filmen producerades av Kinotaurus med en budget på 1 287 000 euro och distribuerades av SF Film. Filmen spelades in 2001 i Esbo, Kyrkslätt och på Kimitoön.
Kaisa Rastimo och Marko Rauhalas har sagt att målsättningen var att göra en film som även de minsta kunde se utan att bli rädda, med filmatiseringarna av Astrid Lindgrens böcker om Pippi Långstrump och Emil i Lönneberga som förebild.

## Utgivning
Filmen distribueras av FS Film och hade biopremiär i Finland den 18 oktober 2002. Filmen utgavs 2003 på DVD av FS Film.

## Mottagande
Filmen sågs av 317 318 biobesökare i Finland.

### Utmärkelser
Filmen vann två Jussipriser, för bästa kostym (Tiina Kaukanen) och bästa scenografi (Kati Ilmaranta). Den nominerades även till Jussi-priset för bästa film.
Halmhatten och Filttofflan var en av barnjuryns favoriter vid Chicago International Children's Film Festival 2003. På Stockholms filmfestival vann den det stora priset i juniorserien och på Roshd Film Festival i Teheran vann filmen guld och ett särskilt jurypris.